# Proasellus phreaticus
Proasellus phreaticus là một loài chân đều trong họ Asellidae. Loài này được Sabater & de Manuel miêu tả khoa học năm 1988.